# Kabeltelevisie Amsterdam

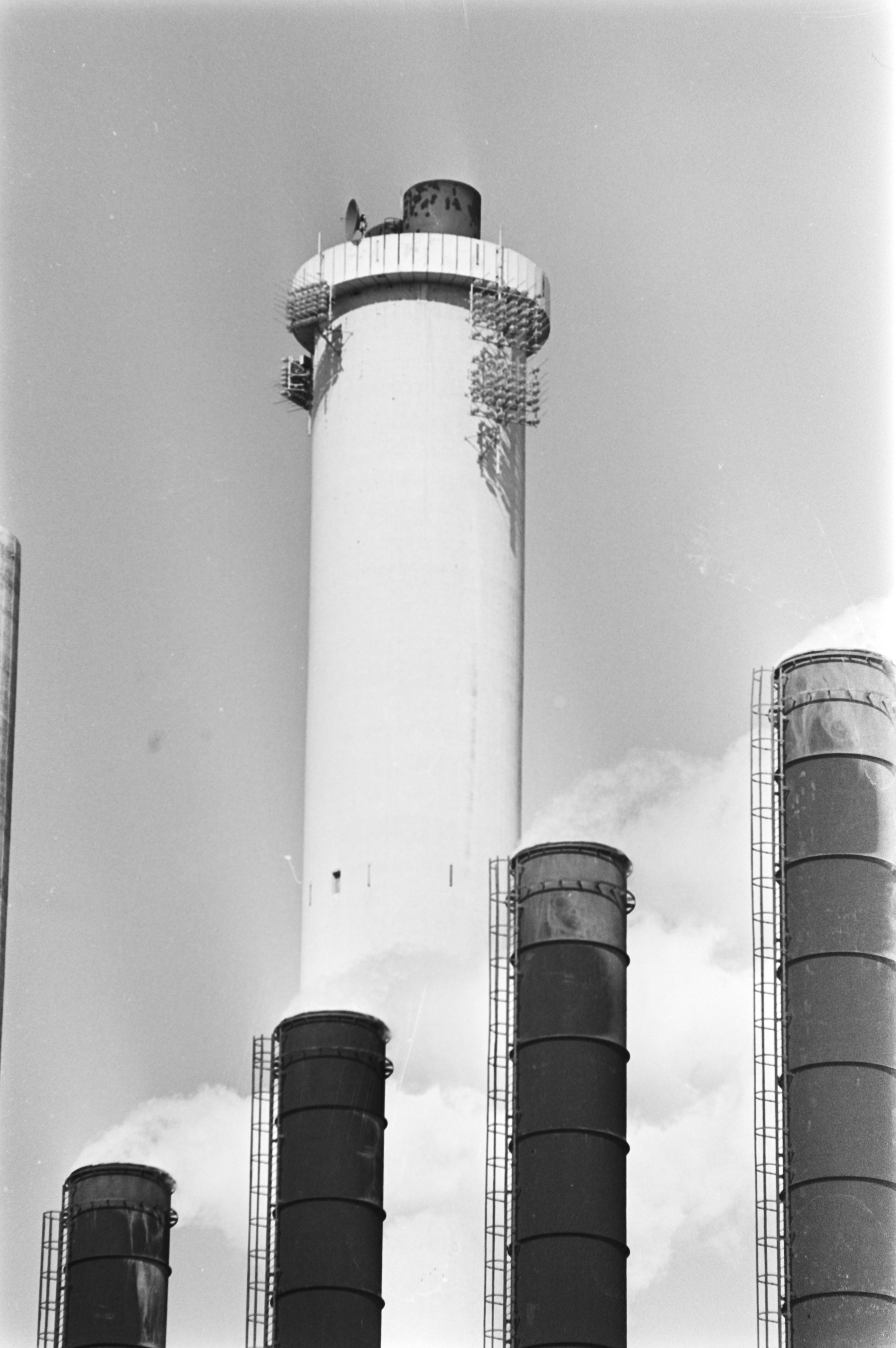
De ontvangers voor Amsterdam op een schoorsteen van de Hemwegcentrale, 1977

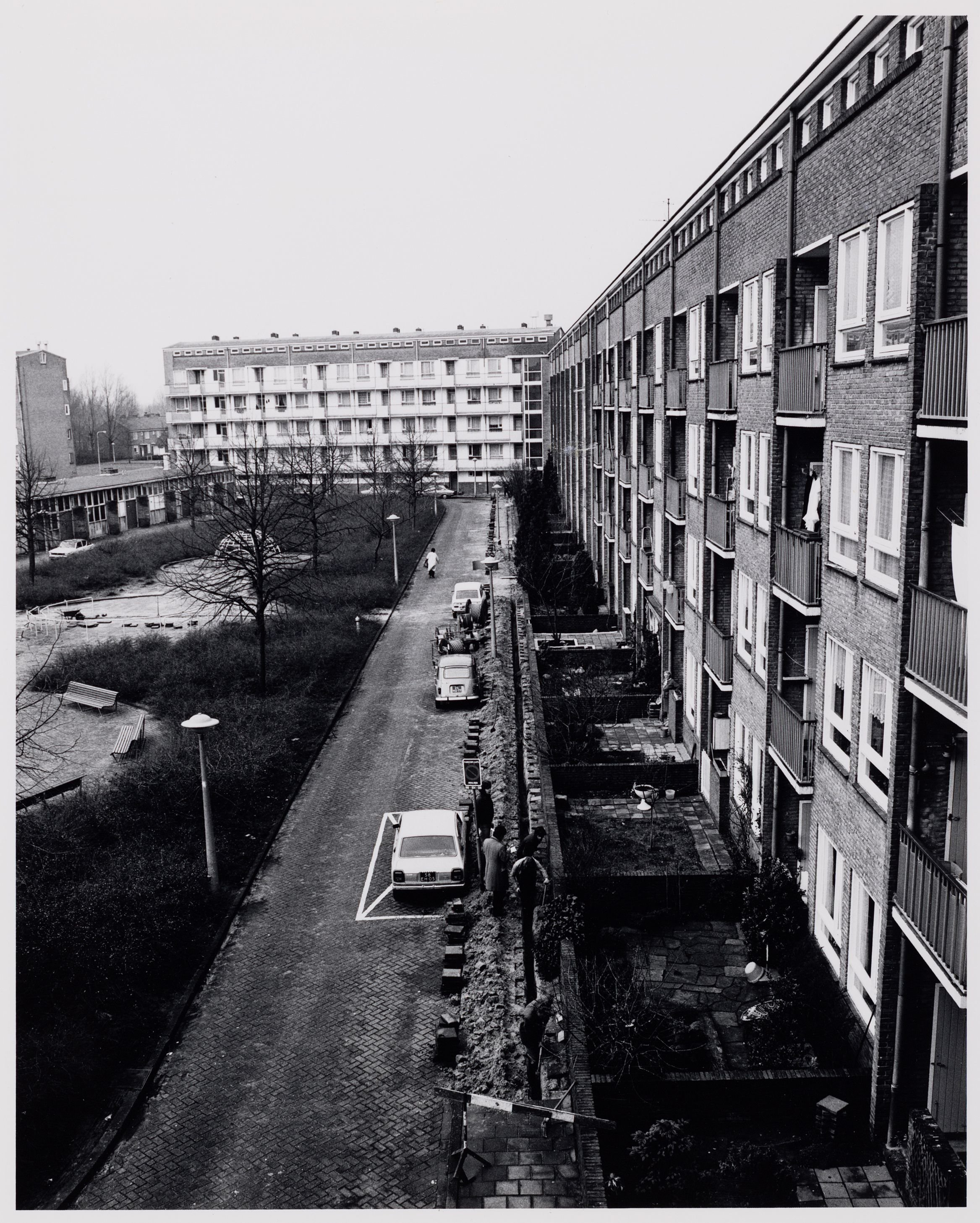
Aanleg van de kabels van de KTA in de Mendez Da Costahof in Geuzenveld

Kabeltelevisie Amsterdam (K.T.A.) was een Nederlandse aanbieder van kabeltelevisie en radio in Amsterdam en omgeving. Het hoofdkantoor was gevestigd aan de Kabelweg 51. In 1995 was het  in grootte met ongeveer 400.000 abonnees de derde kabelexploitant in Nederland. Het bedrijf is in 1995 overgenomen door A2000. 

## Geschiedenis
Tot 1977 konden inwoners van Amsterdam alleen Nederland 1 en Nederland 2 ontvangen, hetzij met een eigen    antenne hetzij met een Centraal antenne systeem dat veelal bij flatgebouwen aanwezig was.   
In 1976 werd door de gemeente Amsterdam, de Amsterdamse woningbouwcoöperaties en de Vereniging van
Huis en Grondeigenaren "Kabeltelevisie Amsterdam B.V." opgericht met als doel het verspreiden van radio- en televisiesignalen die konden worden opgevangen op enkele hooggeplaatste antennes zoals op de schoorsteen van de Hemwegcentrale en op het dak van het Okura Hotel. Naast het hierdoor kunnen verdwijnen van het woud van antennes op de daken kon ook een betrouwbaarder signaal worden uitgezonden. Daarnaast was er uitbreiding mogelijk met een aantal buitenlandse zenders. Door de stad moesten overal kabels worden aangelegd om het signaal bij de klanten te kunnen afleveren.     
Eind maart 1977 konden de eerste aansluitingen op het kabeltelevisienet worden gerealiseerd. Over een periode van vijf jaar kregen alle toen ongeveer 300.000 Amsterdamse woningen een aansluiting op de kabeltelevisie. Deze aansluiting was op basis van vrijwilligheid. 
Het ging in eerste instantie vooral om het doorgeven van de twee Nederlandse zenders en die van de buurlanden. België (waar toen slechts één Vlaamse zender was BRT TV1), Duitsland (drie zenders ARD, ZDF en WDR) en Engeland (één zender BBC 2, die echter in verband met de afstand van de zendmast alleen bij bepaalde weersomstandigheden goed te ontvangen was).

## Piraterij
In de nacht van 23 op 24 oktober 1982 werden 75 aansluitkasten, vooral in Amsterdam-Zuid, vernield vermoedelijk naar aanleiding van de afsluiting van het kabelnet voor televisiepiraten die illegale programma's, door copyrights beschermde speelfilms en voornamelijk porno, na de reguliere uitzendingen via het net verspreidden. Vierduizend kabelabonnees kwamen toen zonder televisie en radio ontvangst te zitten. De schade bedroeg ongeveer 150.000 gulden, dat werd verhaald op de 300.000 abonnees die een verhoging van vijftig cent op het abonnementsgeld kregen. 

## Verkoop
In 1995 kocht de gemeente Amsterdam voor dertig miljoen gulden 48 procent van de aandelen die op dat moment in handen waren van de Amsterdamse Woningbouwverenigingen. Eind juni 1995 besloot de gemeenteraad tot verkoop van 90 procent van de aandelen van K.T.A. voor 700 miljoen gulden aan het consortium A2000, waarin o.a. Philips, De Telegraaf en de Perscombinatie zaten. Op haar beurt werd A2000 in 2000 overgenomen door UPC thans onderdeel van Ziggo.